# Eochaid VI mac Fíachnai
Eochaid VI mac Fíachnai (zm. 810 r.) – król Ulaidu (Ulsteru) z dynastii Dál Fiatach od 790 r. do swej śmierci, przodek Klanu Eachach z Ulsteru, syn Fiachny IV mac Áeda Róin (zm. 789 r.), króla Ulaidu.
Eochaid po raz pierwszy pojawił się w źródłach w 776 r. Tego roku ojciec Fiachna wysłał go, by wsparł walkę Tommaltacha mac Indrechtaig w wojnie domowej między rywalizującymi liniami rodu o władzę nad królestwem Dál nAraidi. Ci pokonali i zabili króla Cináeda I Ciarrge’a i jego sprzymierzeńca Dúngala, króla Uí Tuirtri (plemię Airgialla na zachód od jeziora Lough Neagh) w bitwie pod Drong.
Eochaid był kwestionowany przez rodzinę kuzyna Tommaltacha mac Cathail (zm. 789 r.) z Cenél nÓengusa. Tenże był prawnukiem Óengusa, syna Máela Coby mac Fíachnai (zm. 647 r.), króla Ulaidu. W 789 r. doszło do bitwy między członkami dwóch linii rodu Dál Fiatach, w której Eochaid pokonał i zabił Tommaltacha. Król Dál nAraidi Tommaltach mac Indrechtaig skorzystał z okazji, by zdobyć tron całego Ulaidu. Jednak krótko cieszył się władzą, bowiem zmarł w 790 r. Roczniki Ulsteru błędnie podały pod tym rokiem wielką rzeź mieszkańców Ulsteru z rąk Dál nAraidi. Prawdopodobnie dokonali tego mieszkańcy Dál Riaty, jak zaznaczają Roczniki z Clonmacnoise. Dzięki temu zdarzeniu Eochaid mógł zająć tron Ulaidu.
W 801 r. doszło do wojny między Ulaidem a Uí Echach Cobo na terenie obecnej zachodniej części hrabstwa Down, prawdopodobnie by narzucić im swe zwierzchnictwo. Ulaid był zwycięski w tejże walce, w której poległ Echu (Eochaid) mac Ailella, król Uí Echach Cobo. Po stronie Ulaidu zginął Cairell mac Cathail z Leth Cathail, brat wyżej wymienionego Tommaltacha mac Cathail.
W 809 r. arcykról Áed VI Oirdnide przeprowadził kampanię wojenną przeciw Ulaidowi, niszcząc tereny od jeziora Bann do jeziora Strangford. Dokonał tego z powodu obrazy relikwiarza św. Patryka oraz zabójstwa Dúnchú, zwierzchnika Tulach Léis (Tullylisk, hr. Down), przez Ulaid. Doszło wówczas do wojny domowej, w której Eochaid został pokonany przez swego brata Cairella. Zmarł w niedługi czas po ucieczce z miejsca bitwy. Eochaid może być kojarzony z założeniem Dún Echdach (Duneight), które stało się królewską siedzibą Dál Fiatach, gdy królowie przesunęli swą władzę na północ w IX w. w miejsce starej siedziby w Downpatrick. 
Źródła podają, że Eochaid miał dwóch synów z legalnego związku oraz dwunastu nieślubnych, w tym:
- Áed mac Eochada (zm. 839 r.), zabity z ręki swego bratanka Matudána mac Muiredaig; ojciec pięciu synów:
  - Ainbíth mac Áeda (zm. 882 r.), król Ulaidu
  - Niall, przodek Uí Creithim (Uí Trichim)
  - Dubgall, przodek Uí Dubgaill
  - Eochocán mac Áeda (zm. 883 r.), król Ulaidu
  - Airemón mac Áeda (zm. 886 r.), król Ulaidu
- Fergus, najstarszy ślubny syn; przodek Klanu Feargusa
- Bécc, przodek Klanu Beice
- Aengus (Óengus), przodek Klanu Aengusa
- Dunchad, przodek Klanu Diarmata
- Andgaid, przodek Klanu Andgada
- Dondchad, przodek Klanu Dondchada
- Muiredach III mac Eochada (zm. 839 r.), król Ulaidu